# 오마타 히로유키
오마타 히로유키(일본어: 尾亦 弘友希, 1983년 9월 1일 ~ )는 일본의 전 축구 선수이다.

## 구단 경력
과거 FC 도쿄, 오미야 아르디자, 쇼난 벨마레, 세레소 오사카, 아비스파 후쿠오카에서 활동하였다.